# Orchha
Orchha é uma cidade e uma nagar panchayat no distrito de Tikamgarh, no estado indiano de Madhya Pradesh.

## Demografia
Segundo o censo de 2001, Orchha tinha uma população de 8499 habitantes. Os indivíduos do sexo masculino constituem 53% da população e os do sexo feminino 47%. Orchha tem uma taxa de literacia de 54%, inferior à média nacional de 59.5%: a literacia no sexo masculino é de 64% e no sexo feminino é de 42%. Em Orchha, 18% da população está abaixo dos 6 anos de idade.